# Victor ludorum

Victor ludorum est une citation latine pour « le vainqueur des jeux ». Elle désigne généralement un trophée remis à la meilleure équipe, club, ou compétiteur lors d'un événement sportif. Il est fréquemment remis en aviron et était traditionnellement remis dans certaines écoles publiques britanniques les jours de sport. Il est généralement remis à l'athlète/participant qui a gagné le plus de parties ou qui a accumulé le plus de points à travers les compétitions,.
Les femmes sont en général désignées par  Victrix ludorum.